# Arne Strid
P. Arne K. Strid (1943) es un botánico y taxónomo danés.

## Algunas publicaciones
- 1997. Flora Hellenica. Vol. 1. Con Kit Tan. Ed. ilustrada de Koeltz Sci. Books, 547 pp. ISBN 3874293912, ISBN 9783874293914
- 1991. Mountain Flora of Greece. Vol. 2. Con Kit Tan. Ed. ilustrada de Edinburgh Univ. Press, 1008 pp. ISBN 0748602070, ISBN 9780748602070en línea

## Eponimia
- (Apiaceae) Dichoropetalum stridii (Hartvig) Pimenov & Kljuykov[2]
- (Boraginaceae) Onosma stridii Teppner[3]
- (Caryophyllaceae) Sagina stridii Kit Tan, Zarkos & V.Christodoulou[4]
- (Fabaceae) Astragalus stridii Kit Tan[5]
- (Iridaceae) Crocus stridii Papan. & Zaharof[6]